# Гондурас на летних Олимпийских играх 2008
На летних Олимпийских играх 2008 года сборная Гондураса состояла из 25 человек (23 мужчины, 2 женщины). Они приняли участие в соревнованиях по 5 видам спорта, но не завоевали ни одной медали.

## Результаты соревнований

### Академическая гребля
В следующий раунд из каждого заезда проходили несколько лучших экипажей (в зависимости от дисциплины). В финал A выходили 6 сильнейших экипажей, остальные разыгрывали места в утешительных финалах B-F.
Мужчины
| Соревнование | Спортсмены         | Предварительный заезд | Предварительный заезд | Предварительный заезд | Отборочный заезд | Отборочный заезд | Отборочный заезд | Четвертьфинал | Четвертьфинал | Четвертьфинал | Полуфинал     | Полуфинал     | Полуфинал     | Финал   | Финал   | Итоговое место |
| Соревнование | Спортсмены         | Заезд                 | Время                 | Место                 | Заезд            | Время            | Место            | Заезд         | Время         | Место         | Заезд         | Время         | Место         | Время   | Место   | Итоговое место |
| ------------ | ------------------ | --------------------- | --------------------- | --------------------- | ---------------- | ---------------- | ---------------- | ------------- | ------------- | ------------- | ------------- | ------------- | ------------- | ------- | ------- | -------------- |
| одиночки     | Норберто Бернардес | 3                     | 9:01,27               | 6                     | Не проводится    | Не проводится    | Не проводится    | Не участвовал | Не участвовал | Не участвовал | Полуфинал E/F | Полуфинал E/F | Полуфинал E/F | Финал F | Финал F | 31             |
| одиночки     | Норберто Бернардес | 3                     | 9:01,27               | 6                     | Не проводится    | Не проводится    | Не проводится    | Не участвовал | Не участвовал | Не участвовал | 1             | 8:29,65       | 4             | 8:32,22 | 2       | 31             |

### Тхэквондо
- Мужчины до 80 кг: Мигель Феррера[1]

### Футбол
Футбольная сборная Гондураса до 23-х лет стала чемпионом КОНКАКАФ и автоматически квалифицировалась на Олимпийские игры. Она посеяна в группе D вместе со сборными Нигерии, Италии и Южной Кореи. По результатам группового турнира сборная Гондураса заняла четвёртое место в группе и выбыла из борьбы за медали.